# Гелена Петерсон
Гелена Петерсон  (швед. Helena Peterson, 8 квітня 1962) — шведська плавчиня, олімпійська медалістка.

## Виступи на Олімпіадах
| Олімпіада   | Дисципліна                      | Місце |
| ----------- | ------------------------------- | ----- |
| Москва 1980 | естафета 4 × 100 вільним стилем | 2     |